# Маркос-Хуарес
Маркос-Хуарес (исп. Marcos Juárez) — город и муниципалитет в департаменте Маркос-Хуарес провинции Кордова (Аргентина), административный центр департамента.

## История
В XIX веке эти места были пустынной саванной, где никто не жил, и где иногда устраивали свои рейды индейцы. Там не было никаких дорог, пространство пересекали лишь следы от колёс фургонов.
В 1854 году Тимотео Гордильо, создав деловое партнёрство с генералами Уркиса и Вирасоро, закупили в Европе транспортные средства и сельскохозяйственные инструменты, чтобы создать почтово-транспортную службу. После этого они потребовали от Конгресса предоставления государственных земель в провинциях Санта-Фе и Кордова, чтобы создать прямой почтовый маршрут между Кордовой и Росарио со станциями для пассажиров через каждые 20 км, колодцами, укреплёнными пунктами для защиты от индейцев и т. п. В 1856 году правительство страны официально наняло созданное ими компанию для строительства дороги между Кордовой и Росарио, предоставив в концессию 2500 га земли под транзитные пункты и 5000 га под станции. В 1858 году дорога была готова. Так как она пролегла практически по прямой линии, то её длина составила 360 км, что было гораздо короче, чем старый маршрут длиной 515 км.
На дороге было построено 16 постов. 5-м из них был Поста-дель-Эспинильо. Он представлял из себя укреплённый дом, окружённый рвом в 4 м шириной и 3 м глубиной.
Как только дорога была закончена, на постах были поселены семьи для их обслуживания, а вокруг постов стали селиться поселенцы. Через 7 лет началось строительство железной дороги, и в этих местах была построена железнодорожная станция Эспинильо.
Когда в 1880—1883 годах Мигель Хуарес был губернатором провинции Кордова, его брат Маркос Хуарес возглавил департамент Уньон. В 1887 году жители Эспинильо подали властям провинции прошение с просьбой дать их поселению статус города и назвать его в честь Маркоса Хуареса. Их прошение было удовлетворено: в 1888 году восточная часть департамента Уньон была выделена в отдельный департамент Маркос-Хуарес, а переименованный в Маркос-Хуарес Эспинильо получил статус города и стал его административным центром.